# Домн
До(м)н (лат. Domnus PP., Donnus PP. ? — 11 апреля 678 года) — папа римский с 2 ноября 676 года по 11 апреля 678 года.

## Биография
Домн родился в Риме, но о его жизни осталось мало сведений. Во время понтификата вёл активные переговоры о прекращении схизмы с равеннской архиепископией. Боролся с еретическими движениями в подконтрольном ему Риме. Погребён в соборе св. Петра, в котором провёл ремонт. По распоряжению Домна атриум базилики Св. Петра был выложен большими белыми мраморными плитами.
Во время правления Домна в сирийском монастыре в Риме (Monasterium Boetianum) была обнаружена колония монахов-несториан. Домн рассеял их по разным храмам города и передал монастырь римским монахам.
Отношения с Константинополем во время понтификата Домна тяготели к примирительным.
Понтификат Домна длился один год, пять месяцев и десять дней. Им было рукоположено 6 епископов, 10 пресвитеров, 5 дьяконов. Он был похоронен в базилике Святого Петра.
Одно время в списках римских пап также ошибочно числился никогда не существовавший Домн II, которого располагали после Бенедикта VI. Это вызвано смешением слова dominus (господин) и имени Домн.